# Чушминовка

Чушминовка — река в России, протекает в Нагорском районе Кировской области. Устье реки находится в 4,5 км по левому берегу реки Симановка. Длина реки составляет 14 км.
Исток реки в лесах в 24 км к северо-западу от посёлка Нагорск. Река течёт на северо-восток по ненаселённому, заболоченному лесу.
Впадает в Симановку в 5 км к северо-западу от посёлка Симоновка (Чеглаковское сельское поселение).

## Данные водного реестра
По данным государственного водного реестра России относится к Камскому бассейновому округу, водохозяйственный участок реки — Вятка от истока до города Киров, без реки Чепца, речной подбассейн реки — Вятка. Речной бассейн реки — Кама.
По данным геоинформационной системы водохозяйственного районирования территории РФ, подготовленной Федеральным агентством водных ресурсов:
- Код водного объекта в государственном водном реестре — 10010300212111100031334
- Код по гидрологической изученности (ГИ) — 111103133
- Код бассейна — 10.01.03.002
- Номер тома по ГИ — 11
- Выпуск по ГИ — 1